# Angie Tribeca – A törvény nemében
Az Angie Tribeca - A törvény nemében (eredeti cím: Angie Tribeca) 2016 és 2018 között futott amerikai televíziós sorozat. A sorozat alkotói a humorista Steve Carell és felesége, Nancy Carell, a történet pedig egy különc nyomozócsapat eseteit követi nyomon. A címszereplőt Rashida Jones játssza, mellette még feltűnik a sorozatban többek közt Hayes MacArthur, Jere Burns, Deon Cole és Andrée Vermeulen is.
A sorozatot az Amerikai Egyesült Államokban a TBS adta 2016. január 17. és 2018. december 30. között, Magyarországon az HBO Comedy mutatta be 2016. március 1-jén, majd a névváltása utána HBO 3-ként is folytatta a sugárzását.

## Cselekmény
A sorozat főszereplői a Los Angeles-i Rendőrség elit alakulata, az RHCU (Really Heinous Crimes Unit), amelynek tagjai profi, de meglehetősen különc nyomozók. A Chet Atkins őrmester vezetésével való csapatból követhetjük nyomon a 10 éve ott dolgozó Angie Tribeca nyomozásait, akinek társai közt van többek közt a rendőrkutya David is.

## Szereplők
| Szereplő                       | Színész          | Magyar hang       |
| ------------------------------ | ---------------- | ----------------- |
| Angela "Angie" Tribeca nyomozó | Rashida Jones    | Németh Borbála    |
| Jason "Jay" Geils nyomozó      | Hayes MacArthur  | Zámbori Soma      |
| Pritikin "Chet" Atkins hadnagy | Jere Burns       | Csankó Zoltán     |
| Daniel "DJ" Tanner nyomozó     | Deon Cole        | Welker Gábor      |
| Dr. Monica Scholls             | Andree Vermeulen | Mezei Kitty       |
| Maria Charo                    | Kiersey Clemons  | Sipos Eszter Anna |
| Angela "AJ" Geils              | Bobby Cannavale  | Sarádi Zsolt      |
| Eddie Pepper őrmester          | James Franco     |                   |
| Diane Duran ügynök             | Heather Graham   | Solecki Janka     |
| Dr. Thomas Hornbein            | Chris Pine       |                   |
| Dr. Edelweiss                  | Alfred Molina    | Törköly Levente   |
| Joe Perry polgármester         | Matthew Glave    | Galbenisz Tomasz  |
| Mrs. Katy Perry                | Nancy Carell     |                   |
| Monica Vivarquor               | Lisa Kudrow      | Nyírő Beáta       |
| Everett Lamereau professzor    | Gary Cole        | Tarján Péter      |
| Idős áldozat                   | Jo Farkas        | Bessenyei Emma    |

## Epizódok
| Évad | Évad | Részek száma | Részek száma | Eredeti sugárzás   | Eredeti sugárzás   | Eredeti adó | Magyar sugárzás  | Magyar sugárzás    | Magyar adó |
| Évad | Évad | Részek száma | Részek száma | Évadbemutató       | Évadzáró           | Eredeti adó | Évadbemutató     | Évadzáró           | Magyar adó |
| ---- | ---- | ------------ | ------------ | ------------------ | ------------------ | ----------- | ---------------- | ------------------ | ---------- |
|      | 1.   | 10           | 10           | 2016. január 17.   | 2016. január 18.   | TBS         | 2016. március 1. | 2016. március 17.  | HBO Comedy |
|      | 2.   | 10           | 10           | 2016. június 6.    | 2016. augusztus 8. | TBS         | 2016. október 8. | 2016. november 12. | HBO 3      |
|      | 3.   | 10           | 10           | 2017. április 10.  | 2017. június 12.   | TBS         | 2017. július 2.  | 2017. július 30.   | HBO 3      |
|      | 4.   | 10           | 10           | 2018. december 29. | 2018. december 30. | TBS         | 2019. június 23. | 2019. augusztus 4. | HBO 3      |